# AVN Hall of Fame
AVN Hall of Fame är AVN Magazines sammanställning över historiskt viktiga namn inom sexbranschen. Den är industrins egen Hall of Fame, och de som väljs in är de som bedöms som legender i branschen.

## Medlemmar i AVH Hall of Fame (sorterade på efternamn)
- Buck Adams
- Tracey Adams
- Juliet Anderson
- Brittany Andrews 2008
- Julia Ann 2004
- Lisa Ann 2009
- Brad Armstrong 2004
- Jay Ashley 2008
- Kaitlyn Ashley 2001
- James Avalon 2005
- Lois Ayres 1998
- Briana Banks 2009
- Kandi Barbour (2013)[1]
- Rebecca Bardoux 2007
- Belladonna
- Bionca
- Andrew Blake
- Bunny Bleu 1997
- Ashley Blue (2013)[1]
- Skye Blue (2008)
- Vanessa Blue (2013)[1]
- Rene Bond 1998
- John T. Bone 2001
- Lesllie Bovee
- T.T. Boy 2003
- Erica Boyer
- Axel Braun 2011
- Lasse Braun 1999
- Robert Bullock 1995
- Jerry Butler 1998
- Seymore Butts 2005
- Tom Byron
- Christy Canyon
- Michael Carpenter 1997
- Mary Carey (2013)[1]
- Asia Carrera 2001
- Marilyn Chambers
- Nikki Charm 1999
- Bob Chinn 1999
- Chloe 2006
- David Christopher
- Kim Christy 2004
- Christoph Clark 2002
- Tiffany Clark
- Francois Clousot (2013)[1]
- Careena Collins 1998
- Patrick Collins 2002
- Desirée Cousteau 1997
- Dave Cummings 2007
- Gerard Damiano
- Barbara Dare
- The Dark Brothers
- Gia Darling 2011
- Raquel Darrian 2002
- Mark Davis 2003
- Vanessa del Rio
- Lisa De Leeuw
- Jewel De'Nyle 2009
- Alex deRenzy
- Debi Diamond
- Guy DiSilva 2009
- Karen Dior 1995
- Jon Dough 1998
- Ben Dover 2011
- Steve Drake
- Duck Dumont 1997
- Nick East 2006
- Eric Edwards
- Wesley Emerson 2009
- Felecia 2003
- Don Fernando 2004
- Manuel Ferrara (2013)[1]
- Jeanna Fine 1997
- Jada Fire 2011
- Rod Fontana 2005
- Gail Force 1997
- Samantha Fox 2002
- Scotty Fox 1995
- Mickey G 2006
- Ashlyn Gere
- Ken Gibb 1997
- Jamie Gillis
- Max Hardcore 2004
- Dave Hardman 2003
- Veronica Hart
- Nina Hartley
- Julian Harvey-Wasmund 2011
- Steve Hatcher 2006
- Annette Haven
- Taylor Hayes 2007
- Deidre Holland 1999
- Jim Holliday
- John Holmes
- Mike Horner
- Houston 2004
- Cecil Howard
- Heather Hunter 2003
- Kylie Ireland 2005
- Janet Jacme 2006
- Jake Jacobs 2008
- Jenna Jameson 2006
- Jesse Jane (2013)[1]
- Ron Jeremy
- Jules Jordan 2011
- Sharon Kane
- Roy Karch 1998
- Keisha 1998
- Angel Kelly 2008
- Jill Kelly 2003
- Bridget Kerkove 2011
- Robert Kerman 1997
- Johnny Keyes 2004
- Chasey Lain 2003
- C. J. Laing 2005
- Tim Lake 2009
- Chi Chi LaRue
- Dyanna Lauren 2008
- Shayla LaVeaux 2001
- Francesca Le 2005
- Bud Lee 2001
- Hyapatia Lee
- Dorothy LeMay 1998
- Lynn LeMay 2006
- Gloria Leonard
- John Leslie
- Harold Lime
- Mai Lin 2005
- Fred J. Lincoln
- Janine Lindemulder 2002
- Byron Long 2010
- Miles Long 2011
- Cara Lott 2006
- Shy Love (2013)[1]
- Sinnamon Love (2011)
- Rebecca Lord (2013)[1]
- Amber Lynn
- Gina Lynn 2010
- Ginger Lynn
- Porsche Lynn
- Richard Mailer
- Jim Malibu 2004
- Anna Malle (2013)[1]
- Sonny Malone 2011
- Chelsea Manchester 1998
- Mr. Marcus 2009
- William Margold
- Cash Markman 2006
- Rick Masters 2007
- Gary Graver
- Shanna McCullough
- Clive McLean 2001
- Radley Metzger
- Sean Michaels 1995
- Midori 2009
- Earl Miller 2001
- Missy 2002
- Sharon Mitchell
- Mitchell brothers
- Constance Money 1998
- Tami Monroe 1999
- Rodney Moore 2006
- Britt Morgan
- Jonathan Morgan 2003
- Katie Morgan (2013)[1]
- Michael Morrison
- Pat Myne 2011
- Tiffany Mynx 2001
- Kelly Nichols 1995
- Michael Ninn 2002
- Paul Norman 1998
- Peter North
- Henri Pachard
- Richard Pacheco 1999
- Ralph Parfait (2013)[1]
- Victoria Paris (1997)
- Kay Parker
- Tera Patrick (2009)
- Jeannie Pepper (1997)
- Rhonda Jo Petty (2004)
- Ed Powers
- Jim Powers
- Mike Quasar (2013)[1]
- Misty Rain 2004
- Janus Rainer
- Holly Randall, 2024[2]
- Nikki Randall 1995
- Suze Randall 1999
- Michael Raven 2008
- Raylene 2008
- Harry Reems
- Jack Remy 2006
- Patti Rhodes 1999
- Alicia Rio 2004
- Jace Rocker 1998
- Candida Royalle
- Ruby 2008
- Savanna Samson 2011
- Alex Sanders 2003
- Loni Sanders
- Herschel Savage
- Rick Savage
- Savannah
- Reb Sawitz 2001
- John Seeman 2007
- Seka
- Serenity 2005
- Bruce Seven
- Shane 2005
- Rocco Siffredi 2002
- Alexandra Silk 2008
- Joey Silvera
- Dominique Simone 2007
- Julie Simone (2013)[1]
- Jim South 1995
- P.J. Sparxx 2002
- Randy Spears 2002
- Georgina Spelvin
- Anthony Spinelli
- Mitchell Spinelli
- Annie Sprinkle 1999
- Jasmin St. Claire 2011
- Sheri St. Claire 1995
- Steven St. Croix 2005
- Jesie St. James
- Scott St. James 2011
- Julian St. Jox 2003
- John Stagliano 1997
- Carter Stevens 2009
- Lexington Steele 2009
- Selena Steele 2007
- Sydnee Steele 2007
- Michael Stefano 2010
- Nici Sterling 2007
- Kirdy Stevens 2003
- Tabitha Stevens 2007
- Evan Stone 2011
- Kyle Stone 2007
- Madison Stone 2003
- Chris Streams (2013)[1]
- Samantha Strong 1995
- Jeff Stryker
- Angela Summers 2008
- Stephanie Swift 2006
- Jerome Tanner 2006
- Tony Tedeschi 2003
- Paul Thomas
- Sunset Thomas 2001
- Tianna 2002
- Raven Touchstone
- Vaniity (2013)[1]
- Ron Vogel
- Bob Vosse 2001
- Tasha Voux 2008
- Vince Voyeur 2007
- Marc Wallice
- Taylor Wane 2005
- Jane Waters 1998
- Teri Weigel 2003
- Jennifer Welles
- Tori Welles
- Randy West
- Honey Wilder 2001
- Jerry Steven Winkle 1997
- Dick Witte 1997
- Barry Wood 2004
- Bambi Woods 1998
- Luc Wylder 2009
- Sam Xavier 2001
- Ona Zee

## Medlemmar i AVN Hall of Fame - Founders Branch (sorterade på efternamn)
- Noel Bloom
- Charlie Brickman
- Howard Farber
- Larry Flynt
- Kenneth Guarino 2008
- Russ Hampshire 2011
- Phil Harvey 2007
- Howie Klein, Al Bloom 2009

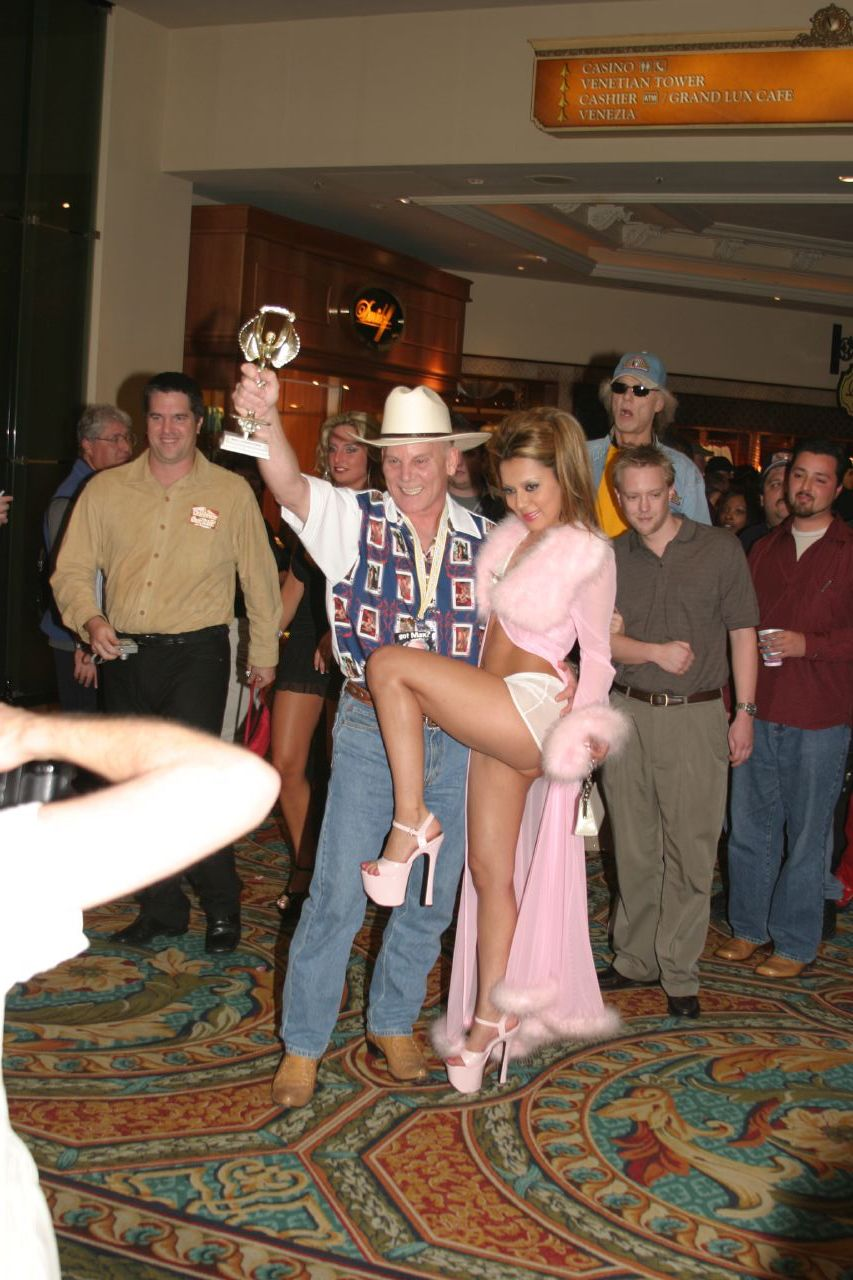
Max Hardcore med sin AVN Hall of Fame Award 2004, tillsammans med Catalina.

- Frank Koretsky, Michael Koretsky 2009
- Mike Moran 2011
- Arthur Morowitz
- Sidney Niekirk
- Steve Orenstein 2011
- Martin Rothstein 2008
- Teddy Rothstein 2008
- Steve Toushin 2009
- Jerry Steven Winkle 2010

## Medlemmar i AVN Hall of Fame - Pleasure Products Branch (sorterade på efternamn)
- Joani Blank  2011
- Ron Braverman 2011
- Susan Colvin 2011
- Marty Tucker 2011

## Medlemmar i AVN Hall of Fame - Internet Founders Branch (sorterade på efternamn)
- Danni Ashe (2013)[1]
- Mitch Farber 2011
- Anthony J (2013)[1]
- Bill Pinyon (2013)[1]
- Colin Rowntree 2011
- Tim Valenti 2011
- Steve Wojcik (2013)[1]